# Эрнандес Карменатес, Ольден
Ольден Эрнандес Карменатес (исп. Holden Hernández Carmenates; род. 10 августа 1984, Гавана) — американский шахматист, гроссмейстер (2007).
В составе сборной Кубы участник 2-х Олимпиад (2008—2010).

## Таблица результатов
| Год  | Город          | Турнир         | + | − | = | Результат | Место |
| ---- | -------------- | -------------- | - | - | - | --------- | ----- |
| 2008 | Дрезден        | 38-я олимпиада | 3 | 1 | 4 | 5 из 8    |       |
| 2010 | Ханты-Мансийск | 37-я олимпиада | 2 | 0 | 5 | 4½ из 7   |       |
|      |                |                |   |   |   | из        |       |

## Изменения рейтинга
| Графики недоступны из-за технических проблем. См. информацию на Фабрикаторе и на mediawiki.org. |